# Heinrich Sandrock
Heinrich Sandrock (* 9. März 1811 in Lautenhausen im Landkreis Hersfeld-Rotenburg; † 27. Juni 1882 ebenda) war ein deutscher Gutsbesitzer und Mitglied der kurhessischen Ständeversammlung.

## Leben
Heinrich Sandrock wurde als Sohn des Walter Sandrock und dessen Ehefrau Therese Sandrock, geborene Klein, geboren. In seinem Heimatort bewirtschaftete er einen Gutshof. 1858 erhielt er aus der Gruppe der größeren Grundbesitzer ein Mandat für die zweite Kammer der kurhessischen Ständeversammlung. Diese war nach den Unruhen im Jahre 1830 zum Zweck der Beratung und Verabschiedung einer Verfassung gebildet worden und hatte bis 1866 Bestand, als das Land Hessen von Preußen annektiert wurde.
Sandrock blieb bis 1860 in dem Parlament.